# Оскар Боесен
Оскар Адам Рудкебінг Боесен (дан. Oskar Adam Rudkjøbing Boesen, нар. 5 травня 2005, Валенсія, Іспанія) — данський футболіст, півзахисник клубу «Сількеборг».

## Ігрова кар'єра

### Клубна
Оскар Боесен народився у Валенсії, де й почав займатися футболом в академії місцевого клубу «Валенсія».
У 2020 році Боесен приїхав до Данії. З 2022 року він почав свої виступи за молодіжну команду данського клубу «Сількеборг». У березні 2023 року футболіст підписав з клубом попередній контракт. А 6 квітня 2023 року у кубковому матчі проти «Сеннер'юск» дебютував у першій команді. Через місяць у матчі проти «Мідтьюлланна» Боесен зіграв першу гру в чемпіонаті Данії.
У серпні 2023 року Боесен рідписав з клубом контракт на постійній основі до червня 2027 року і був офіційно переведений до першої команди. В сезоні 2023/24 разом з клубом Оскар Боесен виграв національний Кубок.

### Збірна
З 2023 року Оскар Боесен захищає кольори юнацьких збірних Данії.

## Титули
Сількеборг
 Переможець Кубка Данії: 2023/24